# US Biskra
El US Biskra (en árabe: اتحاد رياضي بسكرة‎) es un equipo de fútbol de Argelia que juega en el Campeonato Nacional de Argelia, la primera categoría de fútbol en el país.

## Historia
Fue fundado en el año 1934 en la ciudad de Biskra, al sur del país y sus primeros años de existencia los pasó como un equipo aficionado, principalmente jugando en la tercera división.
En la temporada 2005/06 el club gana el título de la Primera División de Argelia, con lo que consigue el ascenso al Campeonato Nacional de Argelia por primera vez en su historia, aunque descendió esa misma temporada al terminar en último lugar entre 16 equipos.
Estuvo varios años en la Primera División de Argelia e incluso en la división aficionada hasta que termina en tercer lugar de la Primera División de Argelia y consigue regresar al Campeonato Nacional de Argelia tras 11 años de ausencia.

## Palmarés
- Primera División de Argelia: 1

2005/06
- División Nacional Aficionada: 1

2015/16